# Antti Amatus Aarne
Antti Amatus Aarne (Pori, 1867. december 5. – Helsinki, 1925. február 5.) finn mesekutató.

## Élete
Nyolcéves volt, amikor kovácsmester apja meghalt, iskolás korában anyját is elvesztette. Korán meg kellett tanulnia gondoskodni önmagáról, mégis elvégezte az egyetemet (1889–1893). 1895–1898 között ösztöndíjasként Moszkvában tartózkodott. Ezután tanár volt Kokkolában, majd 1902-től 1920-ig Szortavalában (ma: Oroszország, a Ladoga-tó partján). Még szortavalai tanárkodása idején, 1911-ben kinevezték a helsinki egyetemre a finn és összehasonlító népköltészeti kutatás magántanárává, közben tudományos munkát folytatott, sőt külföldi tanulmányutakat is tett. 1922-ben végre az egyetem rendes tanárává nevezték ki, ám addigra a megerőltető munka felmorzsolta erejét, három évvel később meghalt.

## Munkássága
Ő indította el a nemzetközi mesekatalogizálást, a mesék tárgyköre szerint. Legtöbb munkáját a Folklore Fellows (jele: FF) nevű nemzetközi egyesület közlönyében, a Folklore-Fellows Communicationsben (jele: FFC) publikálta. Itt jelent meg az európai mesetípusok jegyzéke (FFC3.), mellyel a mesetípusok addigi legteljesebb rendszerét alkotta meg, ami nagy segítség volt az egyes országokban végzendő kutatómunkában, nálunk például Berze Nagy János munkájában. Elkészítette és kiadta a finn (FFC 5., 8., 9., 32.) és az észt (FFC 25.) mesék jegyzékeit, egy másik munkájában áttekintést nyújtott az addig ismert meseirodalomról (FFC 14.). Ezek alapvető munkáknak bizonyultak bármely nyelvű folklórkutató számára.
A mesekutatás módszertanát foglalta össze Az összehasonlító mesekutatás vezérfonala című könyvében; ő maga is ezt a módszert alkalmazta számos mese történetének vizsgálatánál. Kaarle Leopold Krohnnal közösen dolgozták ki a földrajzi-történeti módszert, amelyet a meséken kívül a találós kérdések és a népköltészet vizsgálatában, így a Kalevala tanulmányozásában is sikerrel alkalmazott.